# (468339) 2016 EC63
(468339) 2016 EC63 es un asteroide perteneciente al cinturón de asteroides, descubierto el 12 de enero de 2010 por el equipo Spacewatch desde el Observatorio Nacional de Kitt Peak (Arizona, Estados Unidos).